# Józef Jaroń

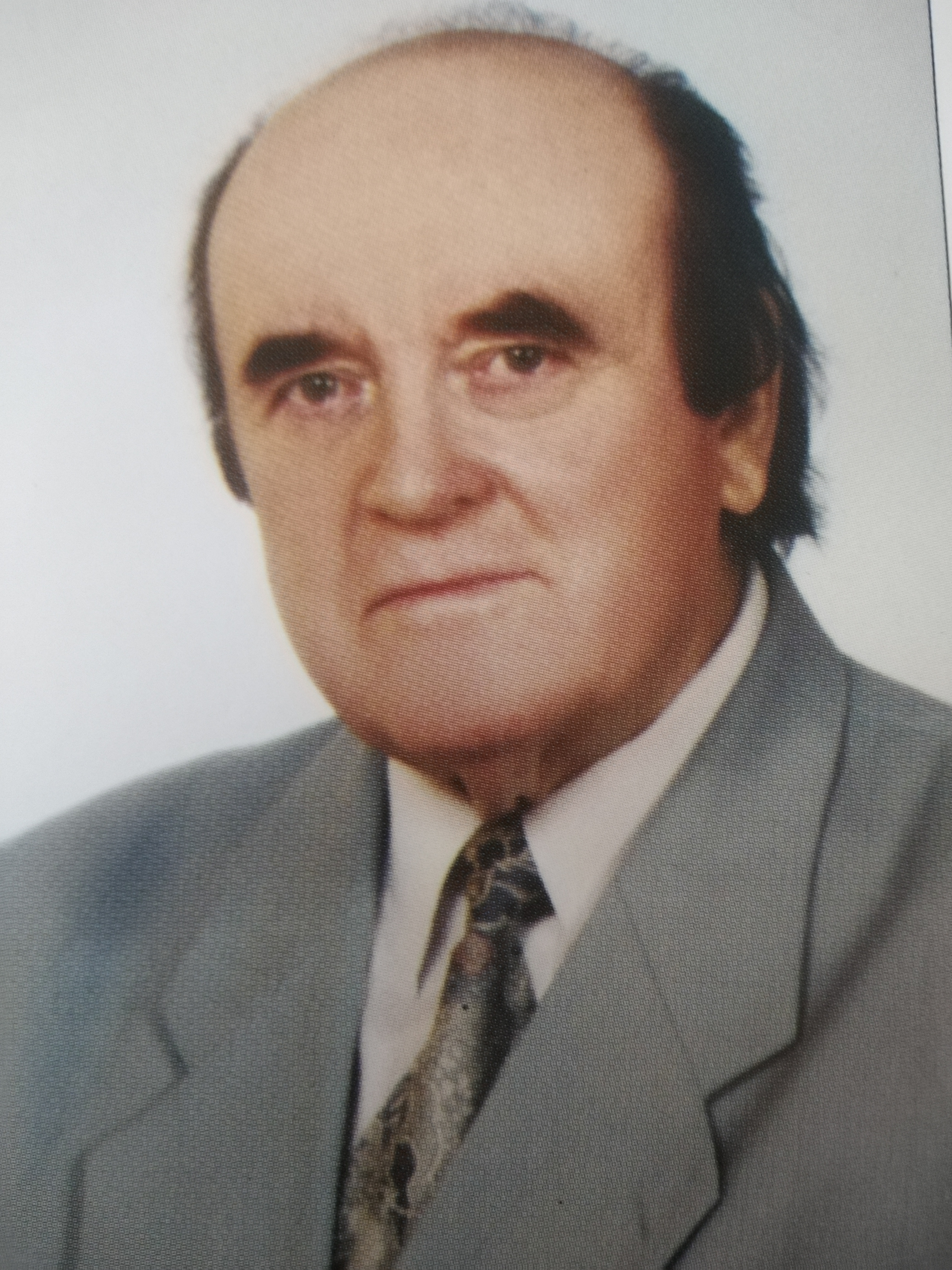
prof. Józef Jaroń (ok. 2003)

Józef Jaroń (ur. 1 marca 1933 w Brzegach, zm. 30 stycznia 2023 w Markach) – polski filozof i etyk, jeden z prekursorów bioetyki i ekologii humanistycznej w Polsce, doktor habilitowany filozofii, profesor Akademii Podlaskiej w Siedlcach, Mazowieckiej Wyższej Szkoły Humanistyczno-Pedagogicznej w Łowiczu oraz Wyższej Szkoły Ekonomiczno-Humanistycznej w Bielsku-Białej. J. Jaroń używał również nieformalnego imienia „Ali”.

## Życiorys
Uczęszczał do Liceum Ogólnokształcącego w Garwolinie, a potem do Liceum Pedagogicznego w Otwocku, które ukończył w 1951 r. Następnie pracował w Otwocku jako nauczyciel w szkole podstawowej (1956-1960) oraz był inspektorem szkolnym (1960-1968). W 1974 r. ukończył studia magisterskie z filologii polskiej na Wydziale Humanistycznym Uniwersytetu Mikołaja Kopernika w Toruniu, a potem trzyletnie studia filozoficzne w Warszawie. Rozprawę doktorską z zakresu etyki na temat „Kontrowersje etyczne w <<Kuźnicy>>, <<Odrodzeniu>> i <<Tygodniku Powszechnym>> w latach 1945–1950” pod kierunkiem prof. Mieczysława Michalika obronił w 1978 r. i uzyskał stopień doktora nauk humanistycznych w Wojskowej Akademii Politycznej w Warszawie. Potem pracował w Wydziale Wyznań Urzędu miasta Warszawy, a w 1979 r. przeszedł na etat pracownika naukowego w Katedrze Filozofii i Socjologii WAP. Tamże na Wydziale Nauk Pedagogicznych w 1990 r. obronił rozprawę habilitacyjną na temat „Główne tendencje w etyce polskiej w latach 1956–1989” i uzyskał stopień doktora habilitowanego nauk humanistycznych w zakresie filozofii i socjologii w specjalności etyka. W latach 1990–1994 pracował w Katedrze Filozofii i Socjologii Akademii Obrony Narodowej w Warszawie, początkowo na stanowisku adiunkta, a od 1993 docenta.
W 1993 r. został profesorem Wyższej Szkoły Rolniczo-Pedagogicznej w Siedlcach (przekształconej w Akademię Podlaską). Pełnił tam równocześnie (w latach 1993–2000) stanowisko kierownika samodzielnej Katedry Filozofii i Socjologii (na Wydziale Humanistycznym), przyczyniając się w istotny sposób do jej naukowego rozwoju i przekształcenia w Instytut Nauk Społecznych, którego został dyrektorem (w latach 2001–2003). Pracę w Akademii Podlaskiej w Siedlcach łączył z równoczesną pracą na stanowiskach profesora w niepublicznych uczelniach: Mazowieckiej Wyższej Szkole Humanistyczno-Pedagogicznej w Łowiczu (w której od 1995 r. pełnił też funkcję kierownika Katedry Filozofii) oraz w Wyższej Szkole Ekonomiczno-Humanistycznej w Bielsku-Białej.
J. Jaroń specjalizował się głównie w problematyce etycznej i aksjologicznej, a szczególnie w zakresie historii etyki w Polsce, bioetyki i ekofilozofii. Jako jeden z pierwszych polskich filozofów i etyków zainteresował się profesjonalnie bioetyką i szeroko pojmowaną ekologią humanistyczną. Z tego zakresu opublikował ponad 200 publikacji (w tym kilka książek, redakcji naukowych, publikacji pokonferencyjnych i artykułów naukowych). Był organizatorem Siedleckich Sympozjów Ekologicznych („sympozjonów” w stylu tradycji greckiej) – corocznych konferencji naukowych z tematyki bioetyczno-ekologicznej. W Akademii Podlaskiej (przy Katedrze Filozofii i Socjologii/Instytucie Nauk Społecznych) prowadził też otwarte seminarium (konwersatorium) naukowe z obszaru bioetyki i ekofilozofii dla doktorantów i habilitantów. Wypromował 8. doktorów z zakresu filozofii (w tym etyki i bioetyki) i ponad 500 magistrów.
Za zasługi na polu naukowym, dydaktycznym i organizacyjnym był uhonorowany różnymi odznaczeniami państwowymi, resortowymi i uczelnianymi, m.in.: Krzyżem Zasługi, Medalem Komisji Edukacji Narodowej, Medalem im.Księżnej Aleksandry Ogińskiej za Zasługi dla Siedleckiej Humanistyki i innymi nagrodami władz Akademii Podlaskiej w Siedlcach.
Pochowany na Cmentarzu Parafialnym w Markach.

## Życie prywatne
Był mężem Ireny oraz ojcem Przemysława. Wraz z rodziną mieszkał w Warszawie, a potem w Markach. 

## Wybrane publikacje
- Wybrane problemy etyki, Wydawnictwo Ministerstwa Obrony Narodowej, Warszawa 1987.
- Rozważania etyczno socjologiczne o charakterze narodowym Polaków, Wydawnictwa Uczelniane WSRP w Siedlcach, Siedlce 1995.
- Z etyką na ty. Od egipskiego Ptahhotepa do Karola Wojtyły, Dajas, Łódź 1995.
- Ekologia – Sozologia – Ekofilozofia – Ekoetyka – Ekonomia proekologiczna, Spółka Wydawnicza HEIODOR, Warszawa 1997.
- Współczesna etyka katolicka i teologia moralna w Polsce w latach 1945–1992, TOP KURIER, Toruń 1998.
- Bioetyka. Wybrane zagadnienia, NOWATOR, Warszawa 1999.
- Człowiek darem i tajemnicą w nauczaniu Jana Pawła II (współautor), Wydział Humanistyczny WSRP, Siedlce 1999.
- Bioetyka i ekofilozofia (praca zbiorowa, redaktor naukowy), Wydawnictwa Uczelniane WSRP w Siedlcach, Siedlce 1999.
- Ekofilozofia, bioetyka, etyka biznesu. Aktualne problemy współczesności (praca zbiorowa, redaktor naukowy), Wydawnictwo Akademii Podlaskiej, Siedlce 2004.
- Aktualny stan bioetyki i ekologii w Polsce i na świecie (praca zbiorowa, redaktor naukowy), Wydawnictwo Akademii Podlaskiej, Siedlce 2005.
- Ewolucja koncepcji natury ludzkiej w świetle nauk filozoficznych, psychologii, teologii i politologii (praca zbiorowa, współredaktor naukowy), Wydawnictwo Akademii Podlaskiej, Siedlce 2007.
- Etyka katolicka w powojennej Polsce, Dux, Marki; Warszawa 2018.